# Naturschutz in Neuseeland
Der Naturschutz in Neuseeland besitzt mit über 10.000 Schutzgebieten, die eine Fläche von nahezu ein Drittel der Fläche Neuseelands abdecken und 44 Meeresschutzgebiete umfasst, einen hohen Stellenwert im Land. Der Tongariro National Park, der im Oktober 1894 per Gesetz in Leben gerufen wurde, war der erste seiner Art in Neuseeland und der vierte Nationalpark auf der Welt.

## Geschichte
Nach einem Disput unter einigen Māori-Stämmen bezüglich der Landrechte in der Region des Taupō District und dem Zuspruch des Gebiets Taupo-nui-a-Tia an den Stamm der Ngāti Tūwharetoa, schenkte im September 1887 deren Stammesführer Horonuku Te Heuheu Tukino IV das heilige Land der Māori, die Vulkane in der Mitte der Nordinsel, der britischen Krone, in der Hoffnung, dass diese das Land schützen werde. Das Gebiet umfasste eine Fläche von 2640 Hektar und war aus Sicht der Regierung zu klein, um dafür ein Schutzgebiet ausweisen zu können. So kaufte die Regierung in den 1890er Jahren umliegendes Land hinzu und konnte im Oktober 1894 mit dem Tongariro National Park Act eine Fläche von rund 25.000 Hektar als Nationalpark ausweisen, was damit der Anbeginn des Landschaft- und Naturschutzes in Neuseeland war.
Mit den Gesetzen des Conservation Act 1987, des National Parks Act 1980, des Reserves Act 1977, des Wildlife Act 1953, des Marine Reserves Act 1971 und des Marine Mammals Protection Act 1979 hat Neuseeland eine Reihe von wichtigen gesetzlichen Regelungen geschaffen, die helfen, ausgewiesenes Land und abgesteckte Seegebiete entsprechend schützen zu können. Die Aufgabe, den Naturschutz umzusetzen, wurde dem mit dem Conservation Act 1987 gegründeten Department of Conservation übertragen, das seither an zuletzt 70 Standorten im Land tätig und dem Minister of Conservation unterstellt ist.

## Schutzgebiete
Es gibt insgesamt rund 60 verschiedene Arten von geschützten Gebieten in Neuseeland. Die gebildeten Kategorien unterscheiden sich in der Bewertung der Art des Naturschutzes und der Möglichkeit die geschützten Gebiete der Öffentlichkeit zu Erholungszwecken zur Verfügung zu stellen. Die für den Naturschutz wichtigsten Gebiete werden nach den Kategorien:
- National Park
- Conservation Park
- Nature Reserve
- Scientific Reserve
- Scenic Reserve
- Historic Reserve

unterschieden und andere den sonstigen geschützten Flächen zugeordnet, von denen es über 7000 gibt und in kleineren Schutzgebietsklassen eingeordnet werden.

### National Park
Stand 2020 besitzt Neuseeland insgesamt 14 Nationalparks, von den fünf zum UNESCO-Welterbe zählen. Nationalparks in Neuseeland sind in der Regel große zusammenhängende Gebiete, die von erheblicher nationaler Bedeutung und bei gleichzeitiger öffentlicher Nutzung, mit den dafür höchsten Schutzstatus ausgewiesen sind.

### Conservation Park
Der Schutzstatus der Conservation Parks ist ähnlich dem der Nationalparks. Sie weisen in der Regel Flächen in Größenordnungen von 50.000 bis 150.000 Hektar aus und bestehen in einigen Fällen nicht aus zusammenhängenden Flächen. Zu den Conservation Parks, die die Bezeichnung in ihrem Namen tragen und ab den frühen 2000er Jahren in höheren Gebirgsregionen ausgewiesen wurden, zählen auch die als Forest Parks bezeichnete Gebiete, wobei hier die Zuordnung und Bezeichnungen auch auf Landkarten nicht eindeutig gehandhabt wird. Auf Landkarten wird eine striktere Trennung zwischen Conservation Parks und Forest Parks vorgenommen. Der Schutz der Gewässer und des Bodens stehen hier im Vordergrund sowie die Nutzung durch die Öffentlichkeit unter bestimmten Auflagen.
Die Conservation Parks sind unter den Touristen nicht so populär wie die Nationalparks. Die Wanderwege sind weniger ausgebaut und die Hütten zum Übernachten weisen einen niedrigeren Standard auf.

### Nature Reserve
Nature Reserves sind generell kleiner als die vorgenannten Gebiete, meistens zwischen 100 und 1000 Hektar. Sie haben den höchsten Schutzstatus für Pflanzen und Tiere, mit einem äußerst restriktiven gehandhabten Zugang für die Öffentlichkeit. Ein Zugang hier ist zudem nur mit Personal vom Department of Conservation möglich.

### Scientific Reserve
Scientific Reserves sind Gebiete mit einer Größe von 10 bis 100 Hektar. Sie schützen ökologische Pflanzen- oder Tiergemeinschaften, Böden und Landformen und stehen für wissenschaftliche Studien und zu Bildungszwecken zur Verfügung. Sie sind Naturschutzgebieten ähnlich, werden aber oft für intensive Forschungs- oder Bildungsprogramme genutzt. Viele haben Zugangsbeschränkungen und Genehmigungssysteme.

### Scenic Reserve
Die Scenic Reserves sind Neuseelands häufigste und wahrscheinlich die am weitesten verbreiteten Schutzgebiete. Sie kommen Landschaftsschutzgebieten gleich, variieren in ihrer Größe zwischen weniger als 100 bis über 1000 Hektar und werden häufig von den Kommunen beantragt, die einen Teil der ursprünglichen Vegetation in einer ansonsten veränderten Landschaft erhalten wollen.

### Historic Reserve
Historic Reserves werden für Gebiete bzw. Orte ausgewiesen, die unter historischen Gesichtspunkten schätzenswert erscheinen. Hier stehen historischen, archäologische, kulturelle und pädagogische Gesichtspunkte im Vordergrund bei deren Ausweisung. Die Flächen sind in der Regel klein und haben eine Größe zwischen 1 und 10 Hektar.

## Schutzstatus
Pflanzen und Tiere und die zu ergreifenden Maßnahmen bezüglich ihres Schutzes werden in Neuseeland vom Department of Conservation nach folgenden Kriterien eingeteilt:
| Art ist ausgestorben  |                   |                   |                   |                   |                   |  |  |                                                                            |                                                                         |                                                                         |                                                                         |                                                                         |                                                                         |
|                       |                   |                   |                   |                   |                   |  |  | Population ist am stärksten und unmittelbar vom Aussterben bedroht         |                                                                         |                                                                         |                                                                         |                                                                         |                                                                         |
|                       |                   |                   |                   |                   |                   |  |  |                                                                            |                                                                         |                                                                         |                                                                         |                                                                         |                                                                         |
| Art ist gefährdet     | Art ist gefährdet | Art ist gefährdet | Art ist gefährdet | Art ist gefährdet | Art ist gefährdet |  |  | Population ist kurzfristig vom Aussterben bedroht                          | Population ist kurzfristig vom Aussterben bedroht                       | Population ist kurzfristig vom Aussterben bedroht                       | Population ist kurzfristig vom Aussterben bedroht                       | Population ist kurzfristig vom Aussterben bedroht                       | Population ist kurzfristig vom Aussterben bedroht                       |
| Art ist gefährdet     | Art ist gefährdet | Art ist gefährdet | Art ist gefährdet | Art ist gefährdet | Art ist gefährdet |  |  | Population ist kurzfristig vom Aussterben bedroht                          | Population ist kurzfristig vom Aussterben bedroht                       | Population ist kurzfristig vom Aussterben bedroht                       | Population ist kurzfristig vom Aussterben bedroht                       | Population ist kurzfristig vom Aussterben bedroht                       | Population ist kurzfristig vom Aussterben bedroht                       |
|                       |                   |                   |                   |                   |                   |  |  | Population ist mittelfristig vom Aussterben bedroht                        |                                                                         |                                                                         |                                                                         |                                                                         |                                                                         |
|                       |                   |                   |                   |                   |                   |  |  |                                                                            |                                                                         |                                                                         |                                                                         |                                                                         |                                                                         |
|                       |                   |                   |                   |                   |                   |  |  |                                                                            |                                                                         |                                                                         |                                                                         |                                                                         |                                                                         |
|                       |                   |                   |                   |                   |                   |  |  | Population geht zurück, ist aber immer noch weit verbreitet                |                                                                         |                                                                         |                                                                         |                                                                         |                                                                         |
|                       |                   |                   |                   |                   |                   |  |  |                                                                            |                                                                         |                                                                         |                                                                         |                                                                         |                                                                         |
| Art ist in Gefahr     | Art ist in Gefahr | Art ist in Gefahr | Art ist in Gefahr | Art ist in Gefahr | Art ist in Gefahr |  |  | kleine Population, die aber nach dem vorherigen Rückgang wieder zunimmt    | kleine Population, die aber nach dem vorherigen Rückgang wieder zunimmt | kleine Population, die aber nach dem vorherigen Rückgang wieder zunimmt | kleine Population, die aber nach dem vorherigen Rückgang wieder zunimmt | kleine Population, die aber nach dem vorherigen Rückgang wieder zunimmt | kleine Population, die aber nach dem vorherigen Rückgang wieder zunimmt |
| Art ist in Gefahr     | Art ist in Gefahr | Art ist in Gefahr | Art ist in Gefahr | Art ist in Gefahr | Art ist in Gefahr |  |  | kleine Population, die aber nach dem vorherigen Rückgang wieder zunimmt    | kleine Population, die aber nach dem vorherigen Rückgang wieder zunimmt | kleine Population, die aber nach dem vorherigen Rückgang wieder zunimmt | kleine Population, die aber nach dem vorherigen Rückgang wieder zunimmt | kleine Population, die aber nach dem vorherigen Rückgang wieder zunimmt | kleine Population, die aber nach dem vorherigen Rückgang wieder zunimmt |
|                       |                   |                   |                   |                   |                   |  |  | kleine Population, stabilisiert sich aber nach Rückgang                    |                                                                         |                                                                         |                                                                         |                                                                         |                                                                         |
|                       |                   |                   |                   |                   |                   |  |  |                                                                            |                                                                         |                                                                         |                                                                         |                                                                         |                                                                         |
|                       |                   |                   |                   |                   |                   |  |  | Population von Natur aus klein und daher anfällig für schädliche Einflüsse |                                                                         |                                                                         |                                                                         |                                                                         |                                                                         |
|                       |                   |                   |                   |                   |                   |  |  |                                                                            |                                                                         |                                                                         |                                                                         |                                                                         |                                                                         |
| Art ist nicht bedroht |                   |                   |                   |                   |                   |  |  |                                                                            |                                                                         |                                                                         |                                                                         |                                                                         |                                                                         |

## Weitere Schutzgebiete

### Recreation Reserve
Diese Art von Schutzgebieten dienen zugleich dem Natur- und Artenschutz und der Erholung von Erholungssuchenden.